# Piotr Zínchenko
Piotr Ivánovich Zínchenko (en ruso Пётр Иванович Зинченко) (1903, Nikoláyevsk - 1969, Járkov) fue un psicólogo evolutivo soviético, uno de los más representativos de la escuela de Járkov.
Fue estudiante de Lev Vygotski (1896-1934) y Alekséi Leóntiev.
En 1963, fundó y dirigió el departamento de Psicología de Járkov hasta su muerte en 1969. 
Su hijo, Vladímir Zínchenko, es un psicólogo contemporáneo.

## Investigación
Su principal tema de investigación fue la memoria involuntaria, o en algunas traducciones memoria inconsciente. Para ello se basó en la teoría de la actividad, creada por su maestro Leóntiev. Zínchenko demostró que la evocación de un material a ser recordado depende del tipo de actividad dirigida a ese material. Esto es, el grado de injerencia y la motivación con que se lleva a cabo dicha actividad, así como el nivel de interés en el material. El mostró que ordenando el material en escenarios experimentales, los sujetos demostraban proporcionalmente una mejor evocación involuntaria que en las tareas de memorización voluntaria.
- Datos: Q1965383